# Квінт Муцій Сцевола (консул 95 року до н. е.)
Квінт Му́цій Сцево́ла (140 — 82 рік до н. е.) — політичний, державний і військовий діяч Римської республіки, великий понтифік з 89 до 82 року до н. е., консул 95 р. до н. е.

## Життєпис
Походив з плебейського роду Муціїв, його гілки Сцевола. Син Публія Муція Сцеволи, консула 133 року до н. е., великого понтифіка. Як й батько займався правництвом. 
У 115 році став членом колегії понтифіків замість померлого батька.
У 110 році до н. е. став квестором, у 106 році до н. е. — народним трибуном. Через це головував на народних зборах під час розгляду законопроєкту Сервілія стосовно судових комісій.
У 100 року до н. е. обраний курульним еділом, під виконання обов'язків якого влаштував чудові видовища. Брав участь у придушенні повстання Аппулея Сатурніна.
У 98 році до н. е. обраний претором, 95 року до н. е. — консулом разом з Луцієм Ліцинієм Крассом. Був співавтором закону, згідно з яким італійські союзники, які незаконно придбали статус римського громадянина, поверталися до колишнього стану (Lex Licinia Mucia). Був проконсулом в провінції Азія у 94 році до н. е. протягом 9 місяців. тут він припинив свавілля відкупників, чим здобув значну прихильність місцевого населення. на його честь в Азії влаштовувалися щорічні святкування.
Обраний великим понтифіком у 89 році до н. е. Як прихильник оптиматів та ворог популярів у 86 році до н. е. Сцевола був поранений Гаєм Флавієм Фімбрієм на похоронах Гая Марія Старшого.
У 82 році до н. е. був убитий у храмі Вести Луцієм Юнієм Брутом Дамасіпом за наказом Гая Марія Молодшого.

## Творчість
Квінт Муцій Сцевола написав працю з римського права — Jus civile primus constituit generatim in libros decem et octo redigendo — у 18 книгах, а також юридичний довідник, що містить словник основних правничих визначень та основних юридичних принципів — Liber Singularis.

## Родина
Дружина — Целія
Діти:
- Муція Терція, дружина Гнея Помпея Великого.